# Verified Market Research
Verified Market Research (VMR) es una empresa dedicada a la elaboración de informes de investigación de mercados, informes de investigación personalizados y servicios de consultoría.

## Historia
Verified Market Research se fundó en 2016 centrándose en proporcionar inteligencia empresarial y estudios de investigación de mercados. 
En 2017, la empresa amplió sus operaciones a Delaware, EE. UU., estableciendo una base para sus operaciones en Norteamérica.
En 2020, VMR introdujo un cuadro de mandos basado en BI, Verified Market Intelligence, para la investigación y el análisis de mercados en tiempo real.

## Operaciones
La empresa opera en Asia-Pacífico, Norteamérica y Medio Oriente desde oficinas ubicadas en Pune (India), Lewes (Delaware, EE. UU.) y Dubái (EAU).
Amaan Kazi es el director general de la empresa.
Los servicios ofrecidos por VMR incluyen análisis de mercado y servicios de consultoría diseñados para proporcionar los conocimientos y insights (perspectivas) necesarios para navegar por los mercados. Las metodologías de investigación combinan datos cuantitativos y cualitativos para ofrecer una visión de las tendencias y la dinámica del mercado. Los sectores cubiertos por Verified Market Research incluyen aeroespacial y defensa, alimentación y bebidas, agricultura, automoción y transporte, química y materiales, bienes de consumo, energía y electricidad, venta al por menor y comercio electrónico, farmacia y sanidad, servicios financieros bancarios y seguros, envases, construcción, minería y gases, electrónica y semiconductores, Internet, comunicación, software y servicios. La red de distribuidores regionales de la empresa se extiende por 120 países.